# Mupe
Mupe är den första människan i mytologin hos bambutifolket i Afrika.